# 千養寺
千養寺（せんようじ）は、岩手県奥州市水沢区にある天台宗の寺院。山号は黒田山。本尊は千手観音で、奥羽三十三観音第19番札所、江刺三十三観音第6番札所。「黒田助千手観音」の通称で知られる。

## 歴史
円仁（慈覚大師）の開基とされ、円仁自らが彫った千手観音像が安置されている。開帳は35年毎に行われる。現在の本堂は1108年、藤原清衡によって再建された。

## 文化財など

### 観音堂
- 桁行6.75m、梁間6.75m。木造、板敷、方三間堂。屋根宝形造、カラー鉄板葺（もと茅葺）。

棟に露盤、伏鉢、宝珠を載せる。正面中央に１間四方の向拝をつけ、同屋根は、本棟から葺き降ろし。1677年（延宝5年）の建立と伝えられる。棟札がなく作者及び建立年代は不明だが、建築細部にみられる木鼻類の絵様、台輪端部の繰り形の手法、その他、肘木や内部大瓶束の形状、また延宝7、8年の絵馬の存在からして、寺伝にほぼ相違ないと推定される。1993年（平成5年）9月7日、県から有形文化財に指定された。

### 銅鐘
- 直径63.5cm、周囲186cm、高さ115cm、量目約109kg。銘から1795年（寛政7年）製で、田茂山鋳物を中興した及川氏の作品。第二次世界大戦に供出されたものの戻された。1957年（昭和32年）3月30日、水沢市（当時）から有形文化財に指定された[2]。

### カヤ
- カヤの自生は南東北が北限とされており、当木が「北限のカヤ」とされている。銅鐘指定と同日に水沢市から天然記念物に指定された[3]。

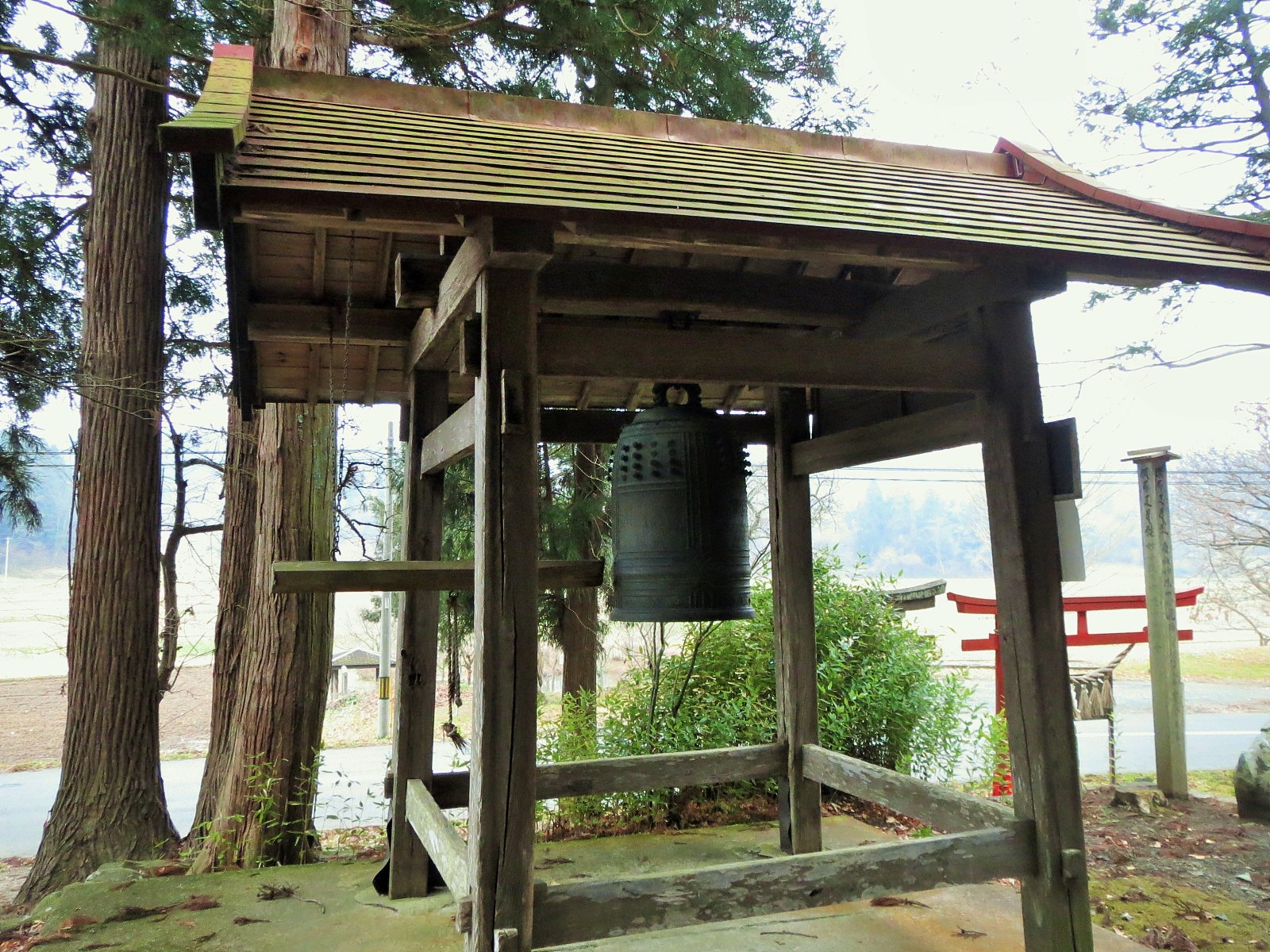
銅鐘
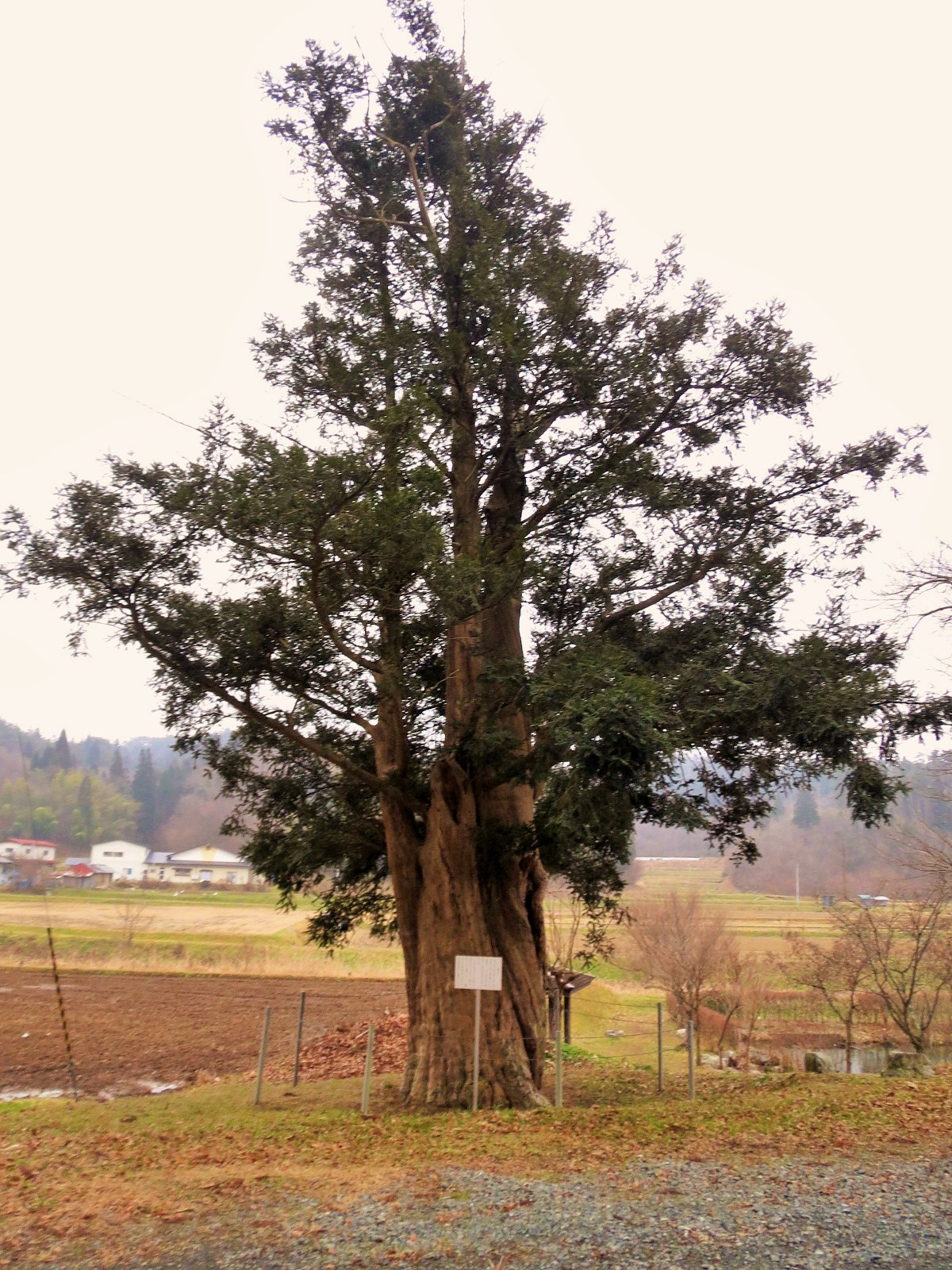
北限のカヤ

## 現地情報

### 所在地
- 岩手県奥州市水沢区羽田町字門下80

### 交通アクセス
- 東北自動車道水沢インターチェンジより車15分
- JR水沢江刺駅よりZバス「鵜ノ木行」で、「千手観音前」バス停下車